# Ragoncsa Tímea
Ragoncsa Tímea (Szigetvár, 1994. szeptember 4. –) íjászvilágbajnok.

## Életpályája
Általános iskolai tanulmányait 2001 és 2009 között Szigetváron végezte, 2009 óta a barcsi Széchényi Ferenc Gimnázium tanulója.
Íjászkarrierjét 6 évesen kezdte. Ekkor még tradicionális íjjal lőtt. Legjobb eredményét 2006-ban érte el a Sopronban megrendezett íjász-világbajnokságon, ahol saját kategóriájában, barebow-ban első helyezést ért el.
Ezután 2009-ig nem foglalkozott az íjászattal, ekkor átlépett egy másik kategóriába, az olimpiaiba.